# Weissia curvifolia
Weissia curvifolia là một loài Rêu trong họ Pottiaceae. Loài này được (Wahlenb.) Lindb. miêu tả khoa học đầu tiên năm 1873.